# 열하일기
《열하일기》(熱河日記)는 조선 정조 때의 북학파인 박지원이 1780년(정조 4년) 청나라 건륭제의 만수절(萬壽節, 칠순 잔치) 축하 사절로 중국의 북경(당시의 연경)에 갔을 때 보고 들은 것을 남긴 견문기이다. 박지원은 자신의 삼종형(8촌 형)이자 사절단의 수장인 금성위 박명원의 자제 군관 자격으로 일행에 합류할 수 있었고 러허강(열하강)까지 다녀온 감상을 기록으로 남겼는데 그 기록물이 《열하일기》(熱河日記)이다. 조선시대의 대표적인 사상가 및 서화가들이 남긴 서적, 서화, 골동품 등 문화재급 유품 3만여 점과 함께 연민 이가원이 소장하여 오다가 1986년 12월 22일 기증하였고 단국대학교 연민문고에 친필본이 소장되어 있다.

## 구성
열하는(熱河) 중국어로 러허(중국어 정체자: 熱河, 병음: Rèhé)라고 하는 청나라의 지역 이름으로, 지금의 중화인민공화국 허베이성 청더(承德, 승덕)이며, 최종 목적지는 열하행궁 또는 피서산장으로 불리는 건륭제의 여름 별궁이었는데 박지원(朴趾源)이 조선 정조 때에 청나라를 다녀온 연행일기(燕行日記)이다.
《열하일기》는 26권 10책으로 되어 있다. 정본 없이 필사본으로만 전해져오다가 1901년 김택영이 처음 간행하였는데 연암 박지원의 '열하일기(熱河日記)' 친필본이 단국대학교 〈연민문고〉에서 발견되었다.

###### 도강록
압록강으로부터 랴오양(遼陽)에 이르는 15일간의 기록으로 성제(城制)와 벽돌 사용 등의 이용후생에 대한 관심을 보여주고 있다.

###### 성경잡지
십리하(十里河)에서 소흑산(小黑山)에 이르는 5일간에 겪은 일을 필담(筆談) 중심으로 엮고 있다.

###### 일신수필
신광녕(新廣寧)으로부터 산해관海關)에 이르는 병참지(兵站地)를 중심으로 서술되어 있다.

###### 관내정사
산하이관에서 연경(燕京)에 이르는 기록이다. 특히 백이(伯夷)·숙제(叔齊)에 대한 이야기와 「호질 虎叱」이 실려 있는 것이 특색이다.

###### 막북행정록
연경에서 열하에 이르는 5일간의 기록.

###### 태학유관록
열하의 태학(太學)에서 머무르며 중국학자들과 지전설(地轉說)에 관하여 토론한 내용이 들어 있다.

###### 구외이문
고북구(古北口) 밖에서 들은 60여 종의 이야기를 적은 것.

###### 환연도중록
열하에서 연경으로 다시 돌아오는 6일간의 기록으로 교통제도에 대하여 서술.

###### 금료소초
의술(醫術)에 관한 이야기.

###### 옥갑야화
역관들의 신용문제를 이야기하면서 허생(許生)의 행적을 소개하고 있다. 뒷날에 이 이야기를 고전소설 「허생전」이라 하여 독립적인 작품으로 거론하였다.

###### 황도기략
황성(皇城)의 문물·제도 약 38종을 기록한 것이다.

###### 알성퇴술
순천부학(順天府學)에서 조선관(朝鮮館)에 이르는 동안의 견문이다.

###### 앙엽기
홍인사(弘仁寺)에서 이마두총(利瑪竇塚)에 이르는 주요명소 20군데를 기술한 것이다.

###### 경개록
열하의 태학에서 6일간 있으면서 중국학자와 대화한 내용을 기록하였다.

###### 황교문답
당시 세계정세를 논하면서 각 종족과 종교에 대하여 소견을 밝혀놓은 기록이다.

###### 행재잡록
당시 청나라 고종의 행재소(行在所)에서 견문한 바를 적은 것이다. 그 중 청나라가 조선에 대하여 취한 정책을 부분적으로 언급하고 있다.

###### 반선시말
청나라 고종이 반선(班禪)에게 취한 정책을 논한 것이다.

###### 희본명목
다른 본에서는 「산장잡기」 끝부분에 있는 것으로 청나라 고종의 만수절(萬壽節)에 행하는 연극놀이의 대본과 종류를 기록한 것이다.

###### 찰십륜포
열하에서 본 반선에 대한 기록이다.

###### 망양록과 심세편
각각 중국학자와의 음악에 대한 토론내용과 조선의 오망(五妄), 중국의 삼난(三難)에 대한 것을 기록한 것이다.

###### 곡정필담
천문에 대한 기록이다.

###### 동란섭필
가악(歌樂)에 대한 잡록이다.

###### 산장잡기
열하산장에서의 견문을 적은 것이다.

###### 환희기와 피서록
각각 중국 요술과 열하산장에서 주로 시문비평을 가한 것이 주요내용이다.

## 내용
연암은 이 글에서 조선이 빈곤한 주요 원인을 수레를 사용하지 않은 데에서 찾고 있다. 정확히는 수레나 배로 대표되는 유통수단의 미흡함, 도로망 건설의 소홀이 조선이 가난한 원인이라고 지적하고 있는 것이다. 그러면서 연암은 조선의 수레가 바퀴가 거의 둥글지도 못하고 자국은 궤도에 들지도 못한다는 지적과 함께, "수레를 만들지 않으니 길을 닦지 않는 것"이라며 직접 수레는 만들어보지도 않고 무조건 반대, 비판부터 하고 보는 정신 자세를 신랄하게 비판한다. 또한 연암은 당시 조선에서 수입하는 청의 털모자 수입에 대해서 조선의 은을 낭비하는 행위라며 비판적인 입장을 취하기도 한다. 고전소설 <호질>(호랑이가 꾸짖다)을 써서 지배계급인 양반들의 위선을 웃음거리로 만들어 비판하는 풍자를 하기도 했다.

## 평가
현재 남아있는 《열하일기》의 필사본은 아홉 종. 당시 이 책이 얼마나 대단한 인기를 끌었는지를 보여준다. 연암은 조선의 토속적인 속담을 섞어 쓰거나 청나라 여행에 나선 사절들을 돕는 하인들이 한 농담까지도 아무렇지 않게 기록했다.
당대에 '점잖은 글'이랍시고 일상에서 상투적으로 쓰던 판에 박힌 것 같은 글과는 전혀 다른 문체, 한문 문장에 중국어나 소설의 문체를 쓰기도 하고 거기다 특유의 해학과 풍자를 가미해 독자들의 흥미를 유발시켰다는 분석이 있다. 무엇보다도 당대의 현실에 대한 철저한 고민이 《열하일기》에는 절실히 녹아 있었던 점이 지식인들에게 어필되었을 것이라고 보기도 한다.
당시의 현실에 대한 철저한 고민뿐 아니라 문체나 그 내용의 파격성으로 《열하일기》는 당대에 비난의 대상이 되었다. 정조가 패관잡기(패관은 패관문학이라고 하여 길거리 이야기를 소재로 한 글이라는 뜻이다. 지금은 문학의 갈래로 존중받지만, 조선시대 지배계급 지식인들은 그들이 보기에 허황된 이야기인 소설을 길거리, 저잣거리 이야기, 잡스러운 이야기라고 비판한 것이다.)를 불온시하며 순정문(부드럽고 올바르게 고친 글)으로 돌아갈 것을 촉구하는, 이른바 문체반정의 서곡을 올린 중심에도 《열하일기》가 있었다. 정조는 직접 하교까지 내려서 박지원의 문장을 저속하다고 지적하고 있다. 또한 정조는 문체가 나빠진 까닭이 박지원의 《열하일기》탓이라며 박지원에게 반성문을 쓰게 하였다.
요즘 문풍이 이따위로 된 것은 박 아무개의 죄가 아닌 것이 없다. 《열하일기》는 과인도 벌써 익숙하게 읽어봤는데 어찌 감히 속이고 숨길 것인가? 《열하일기》가 세상에 유행하더니 문체가 이 따위로 변했다. 마땅히 사고를 친 자가 해결해야 할 것이다. 속히 한 가지 순정한 글을 지어 곧바로 올려보내어 《열하일기》의 죄를 속죄한다면, 비록 남행(南行)의 글이라 한들 어찌 아까울 것이 있으랴?

정조의 이같은 호령에 박지원은 변명이라고 격식을 잔뜩 갖춘 속죄문을 써서 정조에게 바쳤는데, 이 글이 또 보기 드문 명문이라서 정조가 또 웃고 말았다는 일화가 있다. 《열하일기》는 연암이 세상을 떠난지 약 80년이 지난 뒤인 19세기 후반에 가서야 다시 주목을 받게 되었다.
오늘날 《열하일기》는 학술 서적으로서뿐 아니라, 한국 문학사에서도 중요한 위치를 차지한다. 특히 이 책은 조선 왕조 일대를 통하여 수많은 ‘연행문학’(북경 사신 및 그 일행이 사신행을 하면서 지은 문학) 중에서 백미적(白眉的)인 위치를 점하는 책이다. 실학의 대표학자로 박지원은 중국의 문물을 유심히 관찰하며 앞선 기술을 배우고 선진 제도를 본받으려 하였다.

## 서지 사항
- 박지원 지음, 김성칠 옮김, 《열하일기(熱河日記)》(5책), 1950
- 박지원 지음, 김혈조 옮김, 《열하일기》(1·2·3), 돌베개, 2025

## 같이 보기
- 박지원

## 참고 자료
- 「한국의 고전을 읽는다」, 열하일기(熱河日記), 서대석 저, 휴머니스트(2006년, 267~277p)
- 「우리 고전을 찾아서」, 열하일기, 임형택 저, 한길사(2007년, 406~413p)
- 「조선평전」, 박지원의 열하일기, 신병주 저, 글항아리(2011년, 487~494p)